# Признак Дюбуа-Реймона
Признак Дюбуа-Реймона — признак сходимости числовых рядов вида {\displaystyle \sum _{n=1}^{\infty }a_{n}b_{n}} (в общем случае {\displaystyle a_{n}} и {\displaystyle b_{n}} — комплексные). Установлен Полем (Паулем) Дюбуа-Реймоном.

## Формулировка
Ряд {\displaystyle \sum _{n=1}^{\infty }a_{n}b_{n}\ (a_{n},\;b_{n}\in \mathbb {C} )} сходится, если:
- ряд {\displaystyle \sum _{n=1}^{\infty }b_{n}} — сходится;
- ряд {\displaystyle \sum _{n=1}^{\infty }(a_{n}-a_{n+1})} — абсолютно сходится.

## Длянесобственных интегралов
Произведение {\displaystyle f(x)g(x)} ({\displaystyle f,\;g\colon I\to \mathbb {R} }) интегрируемо на {\displaystyle I}, если:
- {\displaystyle f(x)} интегрируема на {\displaystyle [a,\;c]\ \forall c\geqslant a} и {\displaystyle F(x)=\int \limits _{a}^{x}f(s)\,ds} ограничен на {\displaystyle I};
- {\displaystyle g(x)} дифференцируема на {\displaystyle [a,\;\infty )} и {\displaystyle g'(x)} абсолютно интегрируема на {\displaystyle I};
- существует предел {\displaystyle \lim _{x\to \infty }F(x)g(x)}.